# Swarthmore
Swarthmore is een plaats (borough) in de Amerikaanse staat Pennsylvania, en valt bestuurlijk gezien onder Delaware County. Ze ligt aan de rand van de agglomeratie van Philadelphia en is gegroeid rond Swarthmore College, een privé-college dat in 1864 werd opgericht en waar onder meer de latere Nobelprijswinnaars Edward Prescott, Christian Anfinsen en John Mather studeerden.

## Demografie
Bij de volkstelling in 2000 werd het aantal inwoners vastgesteld op 6170.
In 2006 is het aantal inwoners door het United States Census Bureau geschat op 6150, een daling van 20 (-0,3%).

## Geografie
Volgens het United States Census Bureau beslaat de plaats een oppervlakte van
3,6 km², geheel bestaande uit land.

## Plaatsen in de nabije omgeving
De onderstaande figuur toont nabijgelegen plaatsen in een straal van 4 km rond Swarthmore.